# Trzcianka (gmina Wilga)
Trzcianka – wieś sołecka w Polsce położona w województwie mazowieckim, w powiecie garwolińskim, w gminie Wilga.
| SIMC    | Nazwa      | Rodzaj    |
| ------- | ---------- | --------- |
| 0694184 | Brzezina   | część wsi |
| 0694190 | Przecinka  | część wsi |
| 0694209 | Stara Wieś | część wsi |
| 0694215 | Zarzecze   | część wsi |

Wierni Kościoła rzymskokatolickiego należą do parafii Wniebowzięcia Najświętszej Maryi Panny w Wildze.
Wieś szlachecka Tczanka położona była w drugiej połowie XVI wieku w powiecie garwolińskim ziemi czerskiej województwa mazowieckiego. W latach 1975–1998 miejscowość należała administracyjnie do województwa siedleckiego.
W wieku XVIII istniała tu kuźnica wodna założona przez kasztelana Jacka Jezierskiego, starostę łukowskiego. Żelazo do kuźnicy sprowadzano z huty położonej w Maleńcu, w woj.kieleckim. Kuźnica została spalona przez wojska rosyjskie w czasie insurekcji kościuszkowskiej.